# Speia lespesi
Speia lespesi là một loài bướm đêm trong họ Noctuidae.